# Коэффициент усиления антенны
Коэффицие́нт усиле́ния (КУ) анте́нны — отношение мощности на входе эталонной ненаправленной антенны к мощности, подводимой ко входу рассматриваемой антенны, при условии, что обе антенны создают в данном направлении на одинаковом расстоянии равные значения напряженности поля или такую же плотность потока мощности.
КУ является безразмерной величиной, может выражаться в децибелах (дБ, дБи, дБд). Для обозначения КУ используют латинскую букву G (от англ. Gain).

## Определение

Пример диаграммы направленности антенны и коэффициент усиления в децибелах в зависимости от азимута

КУ антенны показывает, во сколько раз необходимо увеличить мощность на входе антенны (выходную мощность радиопередатчика) при замене данной антенны идеальной ненаправленной антенной, чтобы значение плотности потока мощности излучаемой антенной электромагнитной волны в точке наблюдения не изменилось. При этом предполагается, что коэффициент полезного действия (КПД) ненаправленной антенны равен единице.
Обычно оперируют значением КУ {\displaystyle G_{0}} в направлении максимума диаграммы направленности антенны. При этом КУ становится количественной мерой способности антенны концентрировать мощность электромагнитной волны в узком луче с учётом потерь в элементах конструкции антенны и объектах, расположенных в ближней зоне антенны. Таким образом, КУ однозначно связан с коэффициентом направленного действия (КНД) {\displaystyle D} и КПД {\displaystyle \eta } антенны: {\displaystyle G=D\cdot \eta .}
При определении КПД потери на отражение из-за рассогласования входного импеданса антенны с импедансом источника возбуждения обычно не учитываются, либо это специально оговаривается (КУ с учётом потерь на отражение; в зарубежной литературе используется термин реализованный КУ и обозначение {\displaystyle G_{r}.}
Значение КУ, выраженное в безразмерных единицах в направлении максимума диаграммы направленности, может составлять от нуля до миллионов. КУ меньше единицы характерен для антенн с низким КПД: электрически малых антенн (укороченные, малогабаритные антенны) и антенн с искусственно введенными поглощающими элементами (антенны для работы в широкой и сверхширокой полосе радиочастот; антенны, располагающиеся на предельно малой высоте от грунта и др.).
Малое значение КУ не обязательно означает, что антенна обладает слабо выраженными направленными свойствами (то есть низким значением КНД). И, наоборот, антенна, формирующая направленное излучение (то есть с узкой диаграммой направленности, с высоким КНД) может «плохо излучать» радиоволны. Характерный пример — приемная антенна Бевереджа, обладающая типичными значениями КУ −30 дБи и КНД +15 дБи и обеспечивающая большее значение отношения сигнал/(эфирный шум + помеха) по сравнению со слабонаправленными антеннами (например, штыревыми и вибраторными, у которых различие между КУ и КНД существенно меньше) .